# Jacuzzi (entreprise)
 (juillet 2011).
Si vous disposez d'ouvrages ou d'articles de référence ou si vous connaissez des sites web de qualité traitant du thème abordé ici, merci de compléter l'article en donnant les références utiles à sa vérifiabilité et en les liant à la section « Notes et références ».
Jacuzzi est la marque américaine à l'origine des jacuzzis, du nom de l'inventeur italien Roy Jacuzzi (en).
Cette marque commerciale appartient à la société américaine Jacuzzi Inc, une filiale de Jacuzzi Brands.
Ce terme est également employé comme antonomase pour désigner les bains à bulles en général.

## Histoire
Au début des années 1900, les sept frères Jacuzzi quittent Valvasone (Voleson) dans le Frioul en Italie du Nord et partent à la conquête des États-Unis. Ils commencent par appliquer leurs connaissances en hydraulique et en dynamique des fluides aux secteurs aéronautique et agricole. Ils conçoivent le tout premier monoplan à cabine fermée pour l'US Postal mais aussi une nouvelle génération de pompes qui permet de puiser l’eau plus efficacement.
En 1948, pour soigner son fils atteint d'arthrite rhumatoïde que les médecins conseillent de soigner par l'hydrothérapie, Candido Jacuzzi crée une pompe permettant de créer des remous dans une baignoire. En 1955, après quelques modifications, l'entreprise Jacuzzi commercialise un modèle portable et miniaturisé, utilisable dans une baignoire domestique. La pompe J 300 transformait le bain en véritable moment de détente et de relaxation.
En 1968, membre de la 3e génération, Roy Jacuzzi intègre ce système à une baignoire, inventant ainsi la première baignoire d’hydromassage, la « Roman Bath ».
Le secret de cette baignoire résidait dans les jets brevetés placés sur les côtés de la baignoire : ils permettaient d’obtenir un mélange air/eau de 50/50 pour un hydromassage idéal.
La marque Jacuzzi a donc fêté en 2006 ses 50 ans de savoir-faire et d’expérience dans le domaine de l’hydrothérapie, la balnéothérapie et l’hydromassage. En octobre 2006, Apollo Global Management achète pour 990 millions de US$ par achat à effet de levier la société Jacuzzi Brands.

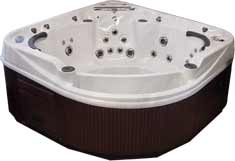
Spa à débordement.

Le groupe Jacuzzi détient en 2010 plus de 250 brevets originaux, portant sur des systèmes de pompes, la technologie des buses mais aussi l’ergonomie et le design.
Les nouveaux modèles sont maintenant à débordement.